# Freestyle-Skiing-Weltmeisterschaften 2017
Die 17. Freestyle-Skiing-Weltmeisterschaften finden vom 7. bis zum 19. März 2017 in der spanischen Sierra Nevada statt. Sie werden gleichzeitig mit den Snowboard-Weltmeisterschaften abgehalten, somit gibt es nach 2015 zum zweiten Mal eine „Doppel-WM“ aus Freestyle-Skiing und Snowboard.
Die FIS vergab die Wettbewerbe am 5. Juni 2012 auf ihrem Kongress in Kangwonland (Südkorea) an den einzigen Kandidaten.
In dem Skigebiet hatte bereits die Alpinen Skiweltmeisterschaften 1996 stattgefunden; im knapp 30 km entfernten Granada fand die Winter-Universiade 2015 statt. Zum Saisonbeginn 2013 wurde der Snowpark Sulayr neu erbaut.

## Teilnehmende Nationen
| - Andorra - Bulgarien - Dänemark - Deutschland - Finnland - Frankreich - Irland - Italien | - Niederlande - Norwegen - Polen - Österreich - Russland - Schweden - Schweiz - Slowakei | - Slowenien - Spanien - Tschechien - Ukraine - Ungarn - Vereinigtes Königreich - Belarus |

| - Argentinien - Barbados - Chile | - Costa Rica - Kanada | - Mexiko - Vereinigte Staaten |  |

| - Kasachstan - Volksrepublik China | - Georgien - Japan | - Südkorea |

| - Australien | - Neuseeland |  |

## Medaillenspiegel
| Platz | Land                   |   |   |   |   |
| ----- | ---------------------- | - | - | - | - |
| 1     | Vereinigte Staaten     | 4 | 2 | 2 | 8 |
| 2     | Japan                  | 3 | 0 | 0 | 3 |
| 3     | Frankreich             | 2 | 3 | 3 | 8 |
| 4     | Schweden               | 2 | 1 | 0 | 3 |
| 5     | Australien             | 1 | 1 | 1 | 3 |
| 6     | Kanada                 | 0 | 1 | 2 | 3 |
| 7     | Volksrepublik China    | 0 | 1 | 1 | 2 |
| 7     | Schweiz                | 0 | 1 | 1 | 2 |
| 9     | Kasachstan             | 0 | 1 | 0 | 1 |
| 9     | Neuseeland             | 0 | 1 | 0 | 1 |
| 11    | Vereinigtes Königreich | 0 | 0 | 2 | 2 |

Stand: Endstand nach 12 Wettbewerben

## Ergebnisse

### Frauen

#### Skicross
| Platz | Land | Sportler                 |
| ----- | ---- | ------------------------ |
| 1     | SWE  | Sandra Näslund           |
| 2     | SUI  | Fanny Smith              |
| 3     | FRA  | Ophélie David            |
| 4     | GER  | Heidi Zacher             |
| 5     | CAN  | Marielle Thompson        |
| 6     | FRA  | Marielle Berger Sabbatel |
| 7     | CAN  | Georgia Simmerling       |
| 8     | JPN  | Reina Umehara            |
| 9     | NOR  | Marte Høie Gjefsen       |
| 10    | RUS  | Anastassija Tschirzowa   |
|       |      |                          |
| 13    | AUT  | Katrin Ofner             |
| 14    | AUT  | Christina Staudinger     |

Qualifikation und Finale: 18. März 2017

#### Halfpipe
| Platz | Land | Sportler            |
| ----- | ---- | ------------------- |
| 1     | JPN  | Ayana Onozuka       |
| 2     | FRA  | Marie Martinod      |
| 3     | USA  | Devin Logan         |
| 4     | USA  | Annalisa Drew       |
| 5     | USA  | Maddie Bowman       |
| 6     | GBR  | Rowan Cheshire      |
| 7     | CAN  | Rosalind Groenewoud |
| 8     | NZL  | Janina Kuzma        |
| 9     | USA  | Brita Sigourney     |
| 10    | JPN  | Yurie Watabe        |
|       |      |                     |
| 24    | GER  | Sabrina Cakmakli    |

Qualifikation: 16. März 2017; Finale: 18. März 2017

#### Slopestyle
| Platz | Land | Sportler              |
| ----- | ---- | --------------------- |
| 1     | FRA  | Tess Ledeux           |
| 2     | SWE  | Emma Dahlström        |
| 3     | GBR  | Isabel Atkin          |
| 4     | SUI  | Sarah Höfflin         |
| 5     | SUI  | Mathilde Gremaud      |
| 6     | USA  | Devin Logan           |
| 7     | AUT  | Lara Wolf             |
| 8     | SUI  | Giulia Tanno          |
| 9     | FRA  | Coline Ballet-Baz     |
| 10    | CAN  | Anouk Purnelle-Faniel |
|       |      |                       |
| 25    | GER  | Kea Kühnel            |

Qualifikation: 17. März 2017; Finale: 19. März 2017

#### Aerials
| Platz | Land | Sportler             |
| ----- | ---- | -------------------- |
| 1     | USA  | Ashley Caldwell      |
| 2     | AUS  | Danielle Scott       |
| 3     | CHN  | Xu Mengtao           |
| 4     | USA  | Kiley McKinnon       |
| 5     | USA  | Madison Olsen        |
| 6     | CHN  | Zhang Xin            |
| 7     | CAN  | Catrine Lavallee     |
| 8     | AUS  | Laura Peel           |
| 9     | RUS  | Kristina Spiridonowa |
| 10    | AUS  | Samantha Wells       |

Qualifikation: 9. März 2017; Finale: 10. März 2017

#### Moguls
| Platz | Land | Sportler                |
| ----- | ---- | ----------------------- |
| 1     | AUS  | Britteny Cox            |
| 2     | FRA  | Perrine Laffont         |
| 3     | CAN  | Justine Dufour-Lapointe |
| 4     | RUS  | Marika Pertachija       |
| 5     | NOR  | Hedvig Wessel           |
| 6     | RUS  | Regina Rachimowa        |
| 7     | KAZ  | Julija Galyschewa       |
| 8     | SUI  | Deborah Scanzio         |
| 9     | CAN  | Chloé Dufour-Lapointe   |
| 10    | USA  | Keaton McCargo          |
| 11    | GER  | Laura Grasemann         |
|       |      |                         |
| 14    | GER  | Léa Bouard              |
| 25    | AUT  | Melanie Meilinger       |
| DNF   | GER  | Katharina Förster       |

Qualifikation und Finale: 8. März 2017

#### Dual Moguls
| Platz         | Land | Sportler                |
| ------------- | ---- | ----------------------- |
| Finale        |      |                         |
| 1             | FRA  | Perrine Laffont         |
| 2             | KAZ  | Julija Galyschewa       |
| Halbfinale    |      |                         |
| 3             | USA  | Jaelin Kauf             |
| 4             | KOR  | Seo Jee-won             |
| Viertelfinale |      |                         |
| 5             | RUS  | Marika Pertachija       |
| 6             | SUI  | Deborah Scanzio         |
| 7             | AUS  | Britteny Cox            |
| 8             | USA  | Keaton McCargo          |
| Achtelfinale  |      |                         |
| 9             | CAN  | Andi Naude              |
| 10            | GER  | Léa Bouard              |
| 11            | CAN  | Chloé Dufour-Lapointe   |
| 12            | NOR  | Hedvig Wessel           |
| 13            | USA  | Morgan Schild           |
| 14            | CAN  | Justine Dufour-Lapointe |
| 15            | RUS  | Regina Rachimowa        |
| 16            | AUS  | Jakara Anthony          |
|               |      |                         |
| 18            | GER  | Laura Grasemann         |
| 22            | AUT  | Melanie Meilinger       |

Qualifikation und Finale: 9. März 2017

### Männer

#### Skicross
| Platz | Land | Sportler              |
| ----- | ---- | --------------------- |
| 1     | SWE  | Victor Öhling Norberg |
| 2     | NZL  | Jamie Prebble         |
| 3     | FRA  | François Place        |
| 4     | SLO  | Filip Flisar          |
| 5     | AUT  | Christoph Wahrstötter |
| 6     | AUT  | Adam Kappacher        |
| 7     | CAN  | Brady Leman           |
| 8     | ITA  | Siegmar Klotz         |
| 9     | CAN  | Christopher Del Bosco |
| 10    | SUI  | Marc Bischofberger    |
|       |      |                       |
| 14    | GER  | Daniel Bohnacker      |
| 18    | SUI  | Jonas Lenherr         |
| 19    | AUT  | Johannes Rohrweck     |
| 20    | SUI  | Armin Niederer        |
| 21    | SUI  | Alex Fiva             |
| 23    | GER  | Paul Eckert           |
| 30    | AUT  | Thomas Zangerl        |
| DNF   | GER  | Florian Wilmsmann     |

Qualifikation und Finale: 18. März 2017

#### Halfpipe
| Platz | Land | Sportler          |
| ----- | ---- | ----------------- |
| 1     | USA  | Aaron Blunck      |
| 2     | CAN  | Mike Riddle       |
| 3     | FRA  | Kévin Rolland     |
| 4     | USA  | David Wise        |
| 5     | USA  | Birk Irving       |
| 6     | CAN  | Noah Bowman       |
| 7     | CAN  | Brendan Mackay    |
| 8     | FRA  | Benoît Valentin   |
| 9     | CAN  | Simon d’Artois    |
| 10    | USA  | Gus Kenworthy     |
|       |      |                   |
| 13    | AUT  | Lukas Müllauer    |
| 14    | SUI  | Rafael Kreienbühl |
| 17    | AUT  | Andreas Gohl      |
| 19    | AUT  | Marco Ladner      |
| 26    | SUI  | Joel Gisler       |
| 28    | SUI  | Frederick Iliano  |

Qualifikation: 16. März 2017; Finale: 18. März 2017

#### Slopestyle
| Platz | Land | Sportler         |
| ----- | ---- | ---------------- |
| 1     | USA  | McRae Williams   |
| 2     | USA  | Gus Kenworthy    |
| 3     | GBR  | James Woods      |
| 4     | SWE  | Henrik Harlaut   |
| 5     | FRA  | Antoine Adelisse |
| 6     | SUI  | Andri Ragettli   |
| 7     | CAN  | Alex Bellemare   |
| 8     | AUS  | Russell Henshaw  |
| 9     | USA  | Alexander Hall   |
| 10    | NZL  | Finn Bilous      |
|       |      |                  |
| 23    | AUT  | Luca Tribondeau  |
| 26    | AUT  | Viktor Moosmann  |
| 28    | SUI  | Colin Wili       |
| 29    | SUI  | Luca Schuler     |
| 30    | GER  | Florian Preuss   |
| 37    | AUT  | Fabian Kettner   |
| 42    | AUT  | Lukas Müllauer   |

Qualifikation: 17. März 2017; Finale: 19. März 2017

#### Aerials
| Platz | Land | Sportler             |
| ----- | ---- | -------------------- |
| 1     | USA  | Jonathon Lillis      |
| 2     | CHN  | Qi Guangpu           |
| 3     | AUS  | David Morris         |
| 4     | CHN  | Jia Zongyang         |
| 5     | BLR  | Stanislau Hladchenko |
| 6     | CAN  | Olivier Rochon       |
| 7     | BLR  | Maxim Huszik         |
| 8     | CHN  | Zhou Hang            |
| 9     | RUS  | Stanislaw Nikitin    |
| 10    | USA  | Mac Bohonnon         |
|       |      |                      |
| 13    | SUI  | Dimitri Isler        |
| 17    | SUI  | Mischa Gasser        |
| 18    | SUI  | Noé Roth             |
| 21    | SUI  | Nicolas Gygax        |

Qualifikation: 9. März 2017; Finale: 10. März 2017

#### Moguls
| Platz | Land | Sportler            |
| ----- | ---- | ------------------- |
| 1     | JPN  | Ikuma Horishima     |
| 2     | FRA  | Benjamin Cavet      |
| 3     | CAN  | Mikaël Kingsbury    |
| 4     | SUI  | Marco Tadé          |
| 5     | USA  | Bradley Wilson      |
| 6     | FRA  | Anthony Benna       |
| 7     | NOR  | Vinjar Slåtten      |
| 8     | FRA  | Sacha Theocharis    |
| 9     | USA  | Thomas Rowley       |
| 10    | CAN  | Marc-Antoine Gagnon |
|       |      |                     |
| 26    | GER  | Julius Garbe        |

Qualifikation und Finale: 8. März 2017

#### Dual Moguls
| Platz         | Land | Sportler            |
| ------------- | ---- | ------------------- |
| Finale        |      |                     |
| 1             | JPN  | Ikuma Horishima     |
| 2             | USA  | Bradley Wilson      |
| Halbfinale    |      |                     |
| 3             | SUI  | Marco Tadé          |
| 4             | FRA  | Sacha Theocharis    |
| Viertelfinale |      |                     |
| 5             | KAZ  | Dmitri Reicherd     |
| 6             | RUS  | Andrei Machnjow     |
| 7             | USA  | Thomas Rowley       |
| 8             | RUS  | Jegor Anufrijew     |
| Achtelfinale  |      |                     |
| 9             | FRA  | Benjamin Cavet      |
| 10            | AUS  | Matt Graham         |
| 11            | USA  | Troy Murphy         |
| 12            | FRA  | Anthony Benna       |
| 13            | CAN  | Mikaël Kingsbury    |
| 14            | CAN  | Philippe Marquis    |
| 15            | KOR  | Choi Jae-woo        |
| 16            | RUS  | Jewgeni Gedrowitsch |
|               |      |                     |
| 35            | GER  | Julius Garbe        |

Qualifikation und Finale: 9. März 2017